# Nanfang Dushi Bao
Nanfang Dushi Bao (Zuidelijk Metropooldagblad) is een krant in Kanton in de provincie Guangdong.
De krant werd opgericht in 1997 door Cheng Yizhong, waarmee het de eerste volledig commerciële krant van China is. De krant werd een succes en leverde vanaf 1999 winst op, waardoor hij navolging vond in het gehele land.
In 2003 kwam de krant in de problemen vanwege berichtgeving over ongerijmd overheidsoptreden in de bestrijding van de opkomende SARS-epidemie. Berichtgeving enkele maanden later over gewelddadig politieoptreden en een sterfgeval in een politiebureau in Kanton zorgden ervoor dat Cheng bestempeld werd als een vijand van de overheid. De berichtgeving leidde weliswaar tot de opheffing van de shourong qiansong (收容遣送), een repressieve arrestatiewetgeving sinds 1982, maar zorgde er ook voor dat Cheng en zijn collega's Yu Huafeng en Li Minying vanaf maart 2003 vijf maanden kwamen vast te zitten. Bij hun vrijlating werd hen verboden hun journalistieke nieuwstaken weer op te pakken. Cheng werkt sindsdien als sportverslaggever. Nanfang Dushi Bao is als krant wel blijven bestaan.